# Lurano
Lurano (Lörà [løˈɾa] o Lürà [lyˈɾa] in dialetto bergamasco), è un comune italiano di 2 886 abitanti della provincia di Bergamo in Lombardia.
Situato nella media pianura bergamasca, dista circa 14 chilometri a sud dal capoluogo orobico.

## Storia

### L'antichità
Recenti studi hanno appurato che i primi abitanti della zona furono alcune tribù dei Liguri, alle quali succedettero i Galli Cenomani.
Ma fu con la dominazione romana che il paese assunse una fisionomia ben definita dato che aveva sul proprio territorio un accampamento militare stabile che sfruttava la posizione strategica del borgo, posto all'intersezione tra due importanti vie.
La più importante di queste congiungeva Milano ad Aquileia, e caratterizzò la vita commerciale dell'intera zona, che ne trasse giovamento.
Tuttavia qualche secolo più tardi la stessa strada divenne percorso abituale delle orde barbariche provenienti dal nord-est dell'Europa, portando distruzione e terrore tra gli abitanti locali.

### Il Medioevo
La successiva dominazione longobarda garantì una nuova tranquillità e prosperità, che continuò anche con l'avvento dei Franchi ed il Sacro Romano Impero.
A questo periodo risale la prima documentazione scritta che attesta l'esistenza di Lurano, precisamente all'anno 800, quando questi territori vennero posti sotto il controllo del vescovo di Cremona.
I secoli del medioevo videro Lurano al centro di dispute fratricide tra guelfi e ghibellini, con scontri spesso dai tragici esiti.
In tal senso, nel corso del XIII secolo, venne costruito un castello che caratterizzò la vita del borgo per parecchio tempo: questo maniero aveva funzioni difensive e di residenza della famiglia dei Secco-Suardo.
In questi anni si alternarono alla guida del paese le famiglie ghibelline dei Secco e dei Secco-Suardo, che vennero in seguito esautorati a favore dei Visconti di Milano, fino a quando l'intera zona passò, nel 1428, alla Repubblica di Venezia.
La Serenissima compi numerosi interventi volti al miglioramento delle condizioni sociali e lavorative, dissodando terreni e costruendo canali per l'irrigazione. Tra questi vi era il fosso bergamasco, utilizzato soprattutto per stabilire in modo definitivo i confini territoriali dello Stato da terra di Venezia con il Ducato di Milano. Questo lambiva anche il territorio di Lurano, delimitandolo a sud.
Da allora il paese ha mantenuto una forte connotazione e tradizione rurale, con l'agricoltura e l'allevamento attività predominanti. Tuttavia in questi anni il paese, posto nelle vicinanze del confine con i territori di Milano, dovette subire scorrerie dei vicini, intenzionati a riprendersi questi territori.

### L'età contemporanea

#### Il XIX secolo
Un po' di tranquillità si ebbe con l'avvento della dominazione austriaca a cui subentrò, nel 1859, il Regno d'Italia. A questo periodo risale un fatto particolare, tuttora ricordato con una lapide posta presso il municipio, che vide Vittorio Emanuele II sostare nel paese prima di affrontare gli austriaci nella Battaglia di San Martino.

#### Il XX secolo
Nel corso del XX secolo il paese ha visto un notevole incremento demografico, ed un sostanziale cambiamento della vita lavorativa: all'agricoltura subentrarono prepotentemente l'industria ed il terziario, relegando il lavoro nei campi a parte minoritaria.

### Simboli
Lo stemma e il gonfalone sono stati approvati con delibera della giunta municipale del 4 settembre 1949 e concessi con decreto del presidente della Repubblica del 18 giugno 1952.
Il gonfalone è un drappo partito di bianco e di rosso.

## Monumenti e luoghi d'interesse

### Architetture civili
In ambito storico grande importanza ricopre il castello Secco-Suardo, trasformato in villa e magazzino per attrezzi rurali. All'interno si trova ancora una piccola cappelletta, nella quale si può vedere una lapide dedicata ad Alberico Suardo, che ricoprì la carica di podestà nel corso del XIV secolo, proveniente dall'antica chiesa di Santo Stefano realizzato dai maestri campionesi nel 1309.

### Architetture religiose
In ambito religioso, molto importante è la vecchia chiesa parrocchiale di San Lino che, edificata nel XVI secolo in stile barocco e più volte ristrutturata, che viene utilizzata come auditorium comunale: "Auditorium San Lino".
La parrocchiale, sempre dedicata a San Lino, risale invece alla seconda metà del XX secolo e possiede un'architettura molto avveniristica, nonché molte opere di buon valore provenienti dalla vecchia parrocchiale.
Infine si può ammirare il santuario della Madonna delle quaglie datato attorno al 1400, riaperto dopo una lunga ristrutturazione degli importanti affreschi presenti. Al riguardo si narra una curiosa leggenda che voleva protagonisti i Suardi e gli Agliardi, due famiglie molto in vista ed importanti in epoca medievale. Queste, durante una battuta di caccia, si stavano contendendo un esemplare di quaglia appena ucciso. Nel mezzo della disputa il volatile riprese miracolosamente il volo, grazie all'aiuto di Maria, permettendo la riappacificazione dei contendenti.

## Società

### Evoluzione demografica
Abitanti censiti

## Cultura

### Eventi
Tra gli eventi principali abbiamo:
- La "notte bianca" organizzata solitamente alla fine di luglio,
- La festa dell'Oratorio l'ultimo fine settimana del mese di agosto.
- La festa d'Autunno, che di solito si celebra nel mese di ottobre con piatti della tradizione lombarda e Bergamasca per i periodi più freddi dell'anno.
- La "Festa del Pescatore" che di solito si organizza la terza domenica di luglio.
- La "Festa degli Alpini" che di solito si organizza nel mese di giugno.
- La "Volley Fest" organizzata dalla società Volley Lurano '95 che normalmente si organizza nel terzo o quarto weekend di giugno
- Il "Campo ADO" che, organizzato insieme all'oratorio di Pognano, permette ai giovani di passare una settimana estiva all'insegna del divertimento e della riflessione.

## Sport
Pallavolo
La locale società pallavolistica femminile Volley Lurano '95 milita nel campionato nazionale di serie B1 femminile.